# Wessington, Derbyshire
Wessington är en civil parish i Storbritannien.   Den ligger i distriktet North East Derbyshire i grevskapet Derbyshire i England, i den södra delen av landet, 200 km nordväst om huvudstaden London. Antalet invånare är 576.